# Вулька-Соколовська
Вулька-Соколовська (пол. Wólka Sokołowska) — село в Польщі, у гміні Соколів-Малопольський Ряшівського повіту Підкарпатського воєводства.
Населення — 690 осіб (2011).
У 1975-1998 роках село належало до Ряшівського воєводства.

## Демографія
Демографічна структура станом на 31 березня 2011 року:
|          | Загалом | Допрацездатний вік | Працездатний вік | Постпрацездатний вік |
| -------- | ------- | ------------------ | ---------------- | -------------------- |
| Чоловіки | 337     | 77                 | 231              | 29                   |
| Жінки    | 353     | 76                 | 209              | 68                   |
| Разом    | 690     | 153                | 440              | 97                   |